# Нидерер-Флеминг
Нидерер-Флеминг (нем. Niederer Fläming) — община в Германии, в земле Бранденбург.
Входит в состав района Тельтов-Флеминг. Население составляет 3273 человека (на 31 декабря 2010 года). (2007). Занимает площадь 185,36 км².
Коммуна подразделяется на 23 сельских округа.
| Год  | Население |
| ---- | --------- |
| 2005 | 3661      |
| 2010 | 3335      |

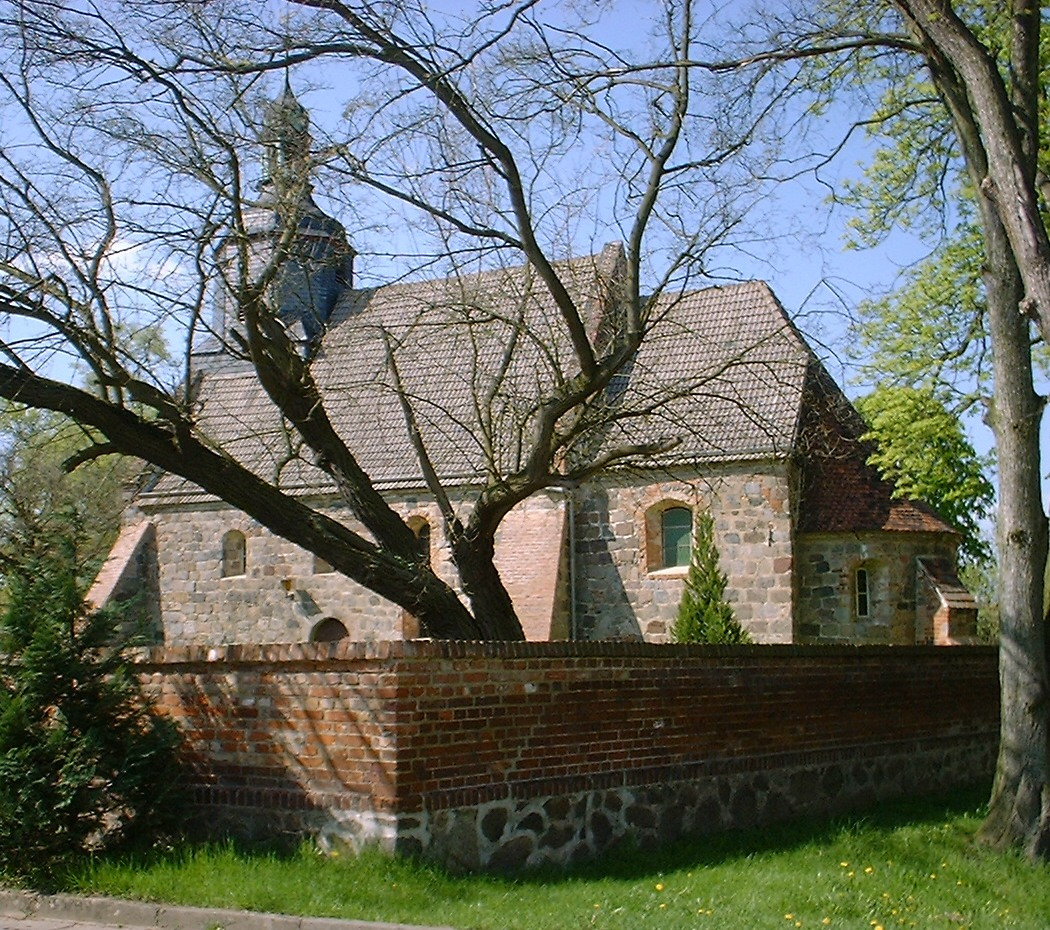
Нидерер-Флеминг
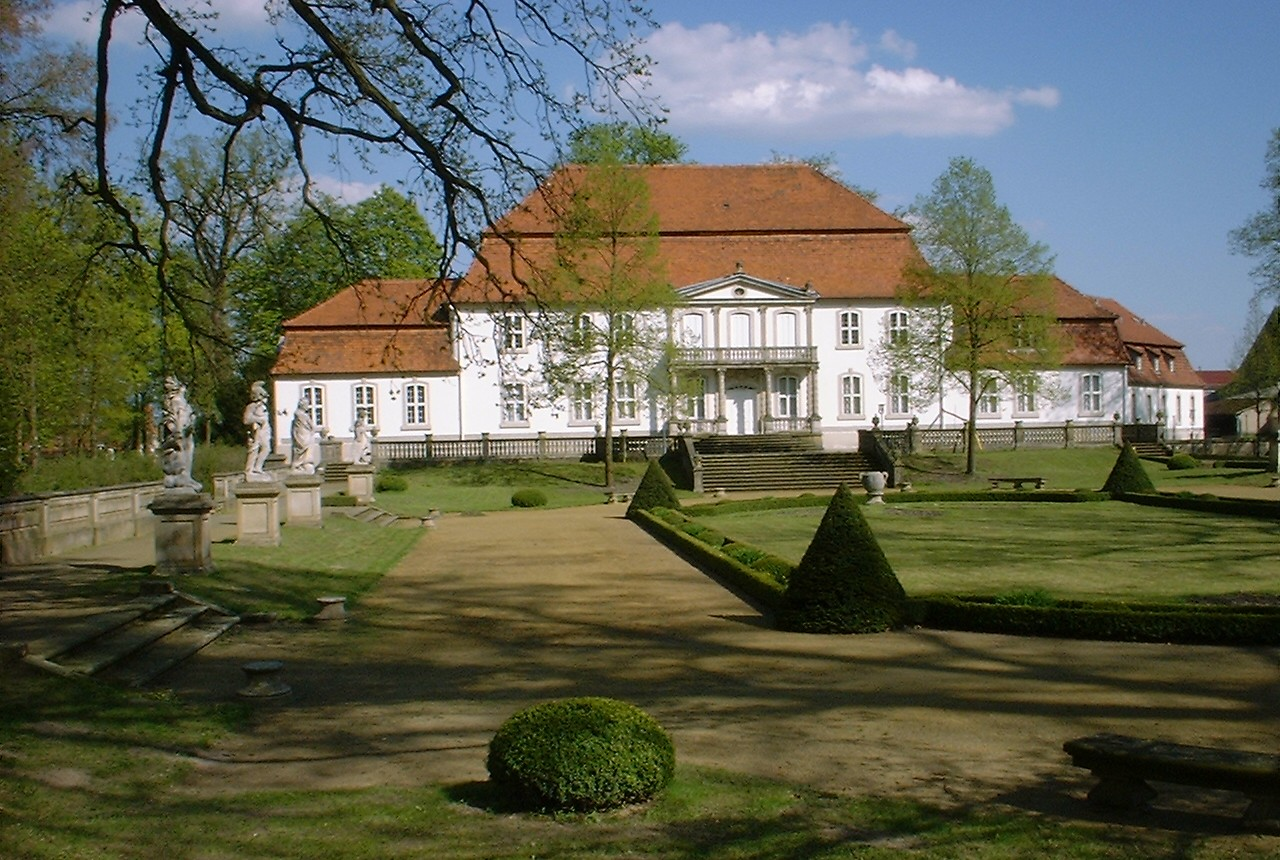
Schloss Wiepersdorf
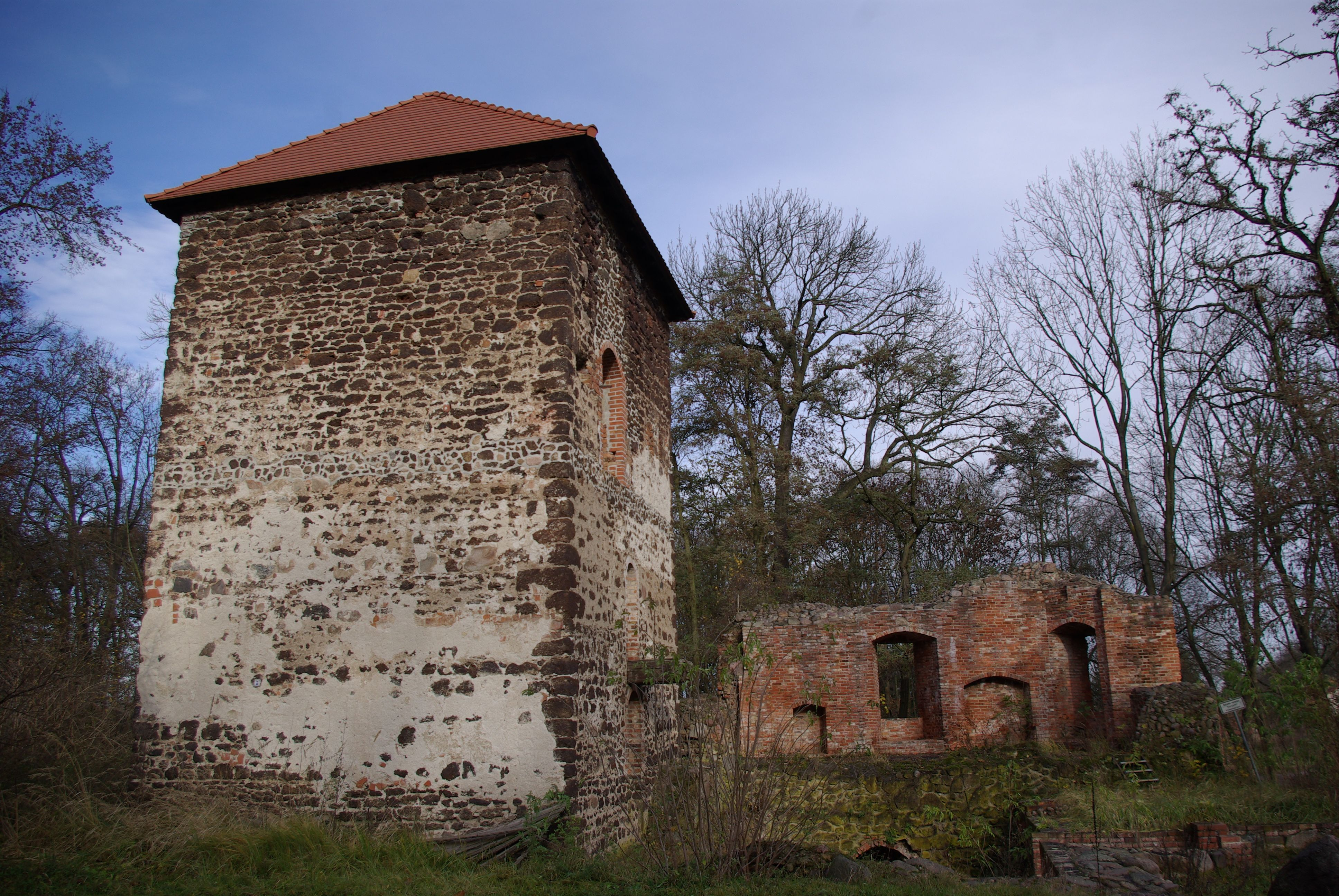
Burgruine Bärwalde
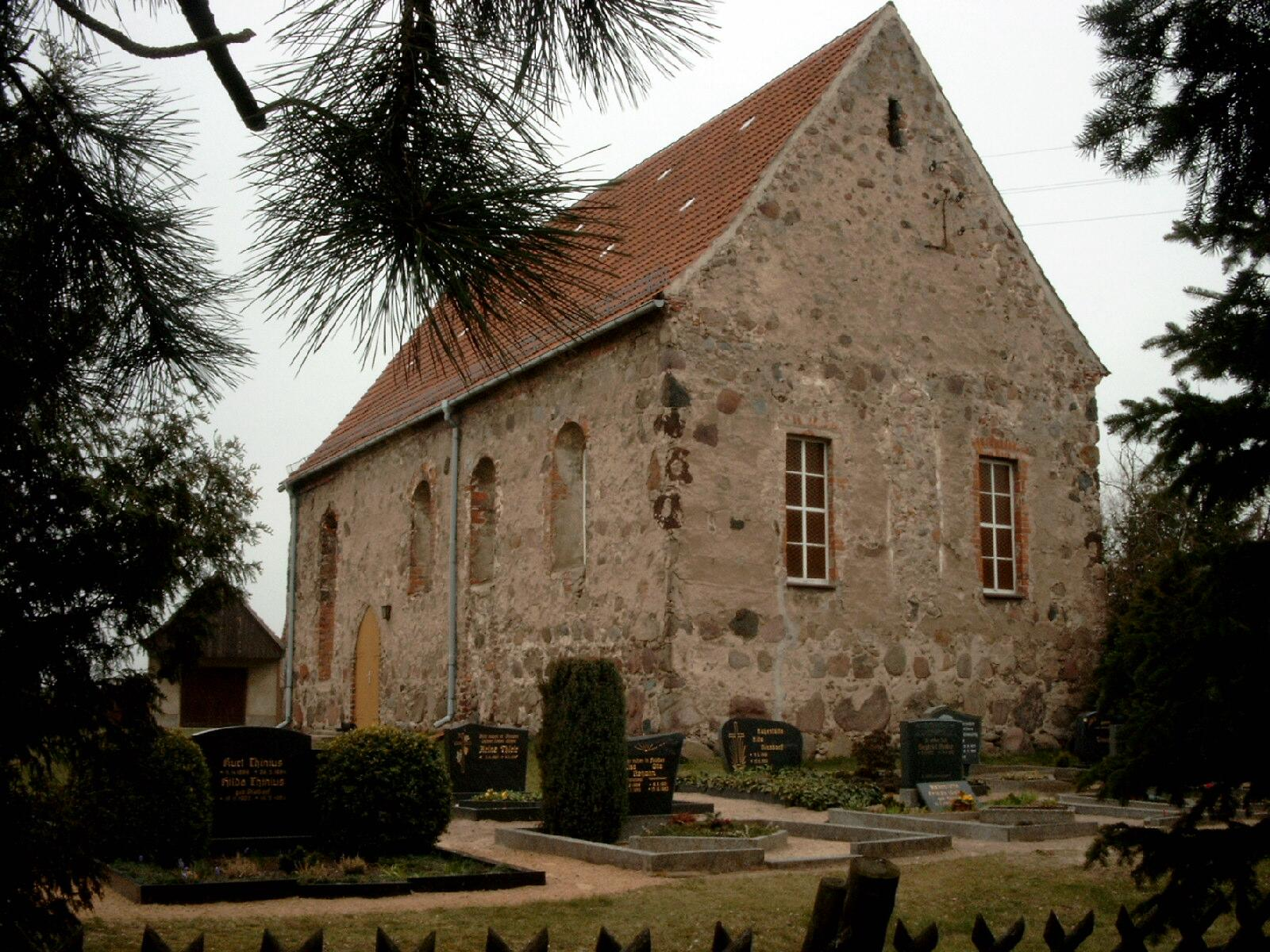
Dorfkirche Waltersdorf